# Albarda (geslacht)
Albarda is een uit Leeuwarden afkomstig geslacht dat vooral juristen en bestuurders voortbracht.

## Geschiedenis
De stamreeks begint met ene Jan die rond 1677 trouwde met Lijsbeth Tjallinghs. Hun kleinzoon Jan Albarda (1658-1712) werd notaris en bestuurder in Friesland. Zijn nageslacht studeerde veelal rechten en had functies bij de zittende en staande magistratuur. De familie werd in 1974 opgenomen in het Nederland's Patriciaat.

## Enkele telgen
Jan Albarda (1658-1712), notaris
- Mr. Cornelis Albarda (1683-1742), secretaris en boelgoedsontvanger van Het Bildt, dijksgedeputeerde van het Nieuw-Bildt, volmacht ten landdage, monstercommissaris en rekenmeester van Friesland
  - Mr. Jan Albarda (1712-1789), advocaat Hof van Friesland, secretaris en boelgoedsontvanger van Ferwerderadeel
    - Henricus Julius Albarda (1752-1824), secretaris en boelgoedsontvanger van Ferwerderadeel, lid Provinciale Staten van Friesland
    - Dr. Johannes Albarda (1761-1838), drost, baluw en vrederechter
      - Jan Albarda (1791-1859), Fries bestuurder
        - Mr. Hendrik Johannes Albarda (1822-1881), jurist

      - Cornelis Albarda (1796-1866), rechter en politicus
        - Mr. Johannes Albarda (1825-1862), burgemeester

    - Mr. Willem Albarda (1764-1847), advocaat en politicus
      - Jan Albarda (1792-1863), burgemeester van Ferwerderadeel
      - Mr. Binse Albarda (1796-1862), politicus
        - Mr. Willem Albarda (1821-1899), jurist en entomoloog
        - Mr. Johan Herman Albarda (1826-1898), jurist, ornitholoog en entomoloog

      - Mr. Cornelis Albarda (1803-1848), advocaat en rechter

    - Horatius Albarda (1766-1829), secretaris en boelgoedsontvanger van Stavoren, notaris
      - Jan Albarda (1797-1858), notaris
        - Mr. Horatius Albarda (1828-1904), notaris
          - Mr. Jan Albarda (1856-1939), griffier kantongerecht
            - Anne Peter Floris Arnold Jan Albarda (1900-1956), burgemeester

          - Nicolaas Tjeerd Albarda (1865-1956), bankier
            - Mr. Horatius Albarda (1904-1965), president-directeur KLM

          - Ferdinand Marius Albarda (1870-1945), burgemeester

      - Simon Cornelis Canter Albarda (1800-1874), koopman
        - Horatius Albarda (1838-1886), koopman
          - Ir. Johan Willem Albarda (1877-1957), minister
            - Ir. Jan Horatius Albarda (1910-1993), architect, klavecimbelbouwer
              - Johan Willem Albarda (1947), kunstschilder

        - Cornelis Albarda (1840-1911), apotheker
          - Simon Cornelis Albarda (1875-1926), apotheker
            - Cornelis Simon Adriaan Albarda (1916-1996), burgemeester
- Mr. Jan Albarda (1686-1712), advocaat bij het Hof van Friesland

Geslachten die opgenomen zijn in het sinds 1910 verschijnende genealogische naslagwerk Nederland's Patriciaat. Lijst volgens opgave van het CBG Centrum voor familiegeschiedenis.
A · B · C · D · E · F · G · H · I · J · K · L · M · N · O · P · Q · R · S · T · U · V · W · Y · Z